# Religia în Armenia
Religia în Armenia (2011)
     Biserica Apostolică Armeană (92,5%)
     alți creștini (2,3%)
     yazidism (0,8%)
     alții (0,4%)
     non-religioși (4%)
În 2011, cei mai mulți armeni erau creștini (94.8%) și membri ai Bisericii Apostolice Armene, care este una dintre cele mai vechi biserici creștine. A fost fondată în secolul 1, iar în anul 301 a devenit prima ramură a creștinismului care a devenit religie de stat. 
În secolul 21, cele mai mari biserici creștine minoritare din țară sunt compuse din convertiți recent la protestantism și non-trinitarianism, constituind un total de 38,989 de persoane (1.3%). Din cauza omogenității etnice a țării, religii necreștine precum yazidismul și islamul au puțini aderenți.